# Axel Nielsen (skakspiller)
 For alternative betydninger, se Axel Nielsen (flertydig). (Se også artikler, som begynder med Axel Nielsen)
Axel Nielsen (født 9. januar 1914 i Brylle, død 16. september 2004) var en dansk skakspiller.
Han er kontoruddannet, men blev i 1940 ramt af tuberkolose, han overlevede (på dette tidspunkt fandtes ingen medicin mod sygedommen) og fik tildelt invalidepension. Men han ville klare sig selv og oprettede og drev en skakbutik.
Axel Nielsen var en stærk skakspiller. Han blev nummer to ved DM to gange i 1954 og 1955 begge sejre gik til Bent Larsen.